# Lorens Faxe

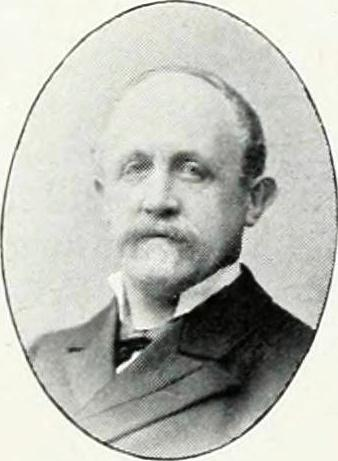
Lorens Faxe

Lorens Faxe, född 5 februari 1850 i Malmö, död 30 maj 1923, var en svensk grosshandlare. Han var son till handlaren Adolf Faxe (1811–1878), bror till Cornelius Faxe och far till Adolf Faxe (1878–1964) och Lorens Faxe.
Faxe var köpman och från 1876 delägare i faderns firma Ad. Faxe & Söner i Malmö. Han invaldes 1895 i styrelsen för Skånska inteckningsaktiebolaget i Malmö och 1896 i centralstyrelsen för AB Skånska Handelsbanken.  Han var ordförande i styrelserna för bland annat för Kockums Järnverks AB, Konga AB, Margarin AB Zenith och AB Malmö Förenade Bryggerier. Han var 1889–1916 ledamot av Malmö stadsfullmäktige och från 1907 ordförande i styrelsen för Malmö Handelsgymnasium. Faxe är begravd på Sankt Pauli mellersta kyrkogård i Malmö.